# Umeå Energi Arena
Die Umeå Energi Arena ist ein Fußballstadion in der schwedischen Stadt Umeå, Västerbottens län.

## Nutzung
Die Umeå Energi Arena wird vom schwedischen Zweitligisten Umeå FC, dem Team TG FF sowie vom Frauenfußballverein Umeå IK damfotboll genutzt.

## Wichtige Veranstaltungen
Der Umeå IK ist ein überaus erfolgreicher Frauenfußballverein. Neben sieben schwedischen Meisterschaften, gelangen auch fünf Final-Teilnahmen im UEFA Women’s Cup. Das Finale wird mit Hin- und Rückspiel in den Stadien der Finalisten ausgetragen. Die T3 Arena war unter ihrem damaligen Namen Gammliavallen dreimal Finalstadion, da zwei Finalspiele von Umeå IK in Stockholm ausgetragen wurden. Umeå IK damfotboll ist mit zwei Titeln die dritt-erfolgreichste Mannschaft des UEFA Women’s Cup.

### UEFA Women’s Cup Finale 2003
Am 9. Juni 2003 setzte sich Umeå gegen Fortuna Hjørring im Gammliavallen mit 4:1 durch und legte den Grundstein für den Titelgewinn. Zu diesem Spiel kamen 7.648 Zuschauer ins Stadion.

### UEFA Women’s Cup Finale 2007
Durch ein Gegentor in der Nachspielzeit ging das Heimspiel der Finalserie gegen Arsenal LFC vor 6.285 Zuschauern mit 0:1 verloren und Arsenal gewann schließlich den Titel.

### UEFA Women’s Cup Finale 2008
Am 17. Mai 2008 fand das Final-Hinspiel zwischen Umeå IK und dem 1. FFC Frankfurt im Gammliavallen statt. 4.128 Zuschauer sahen ein 1:1. Im Rückspiel sicherte sich Frankfurt den Titel.

## Name
Bis September 2011 hieß das Stadion Gammliavallen, ehe das Unternehmen T3 für vorerst fünf Jahre Namenssponsor des Stadions wurde. T3 kündigte nach dem Erwerb der Namensrechte einen Namenswettbewerb an, bei dem Fans des Vereins ihre Vorschläge einsenden konnten. Dieser Wettbewerb blieb aber ergebnislos, sodass das Stadion nun den Namen des Unternehmens trägt. Nach Ablauf der Vereinbarung erfolgte eine erneute Umbenennung in Umeå Energi Arena.

## Umbauarbeiten
Anfang der 2010er Jahre wurden am Stadion Umbauarbeiten durchgeführt. Im Rahmen dieser wurde unter anderem die Leichtathletikanlage um das Spielfeld entfernt.

## Galerie

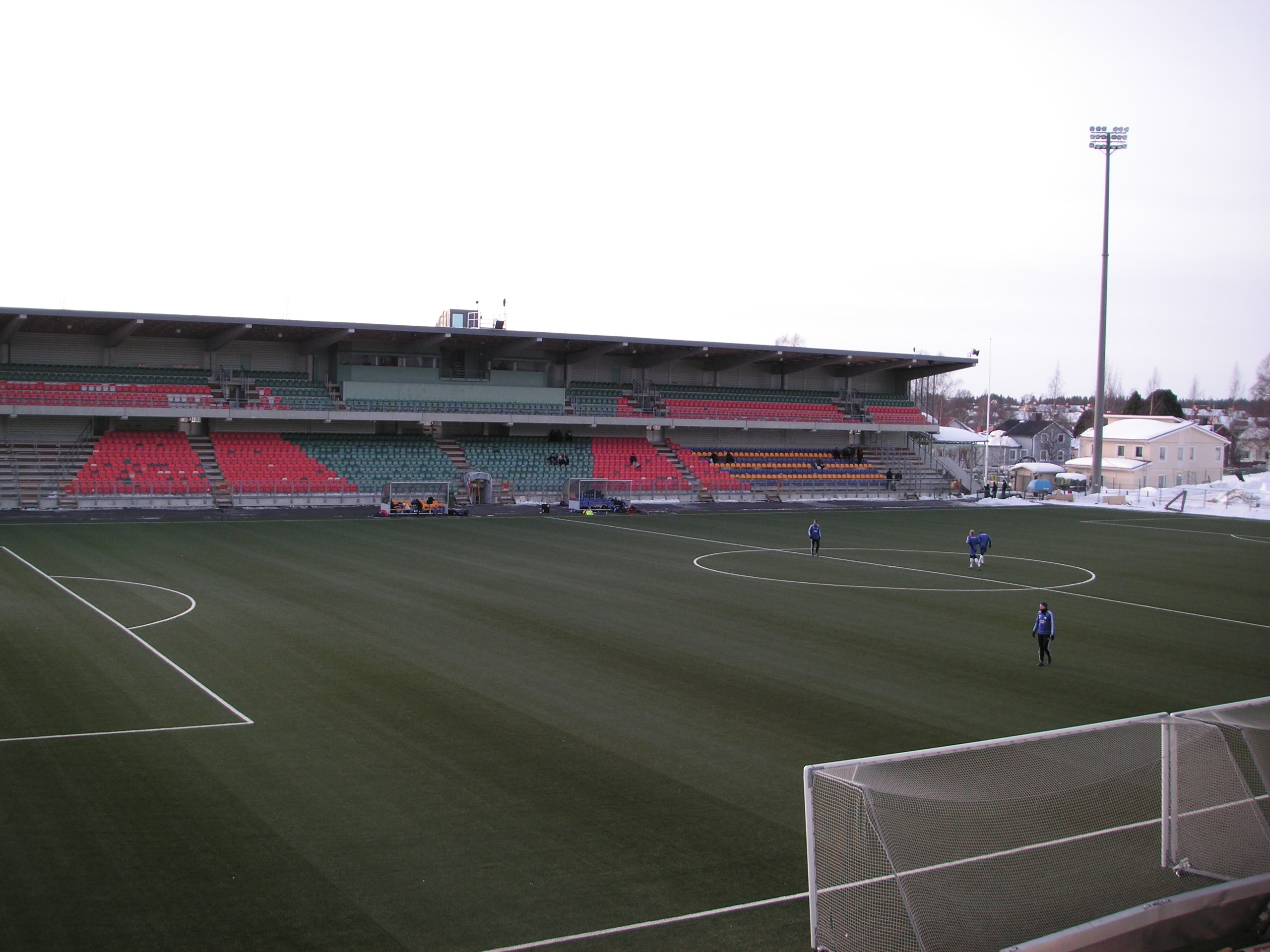
Gammliavallen März 2011
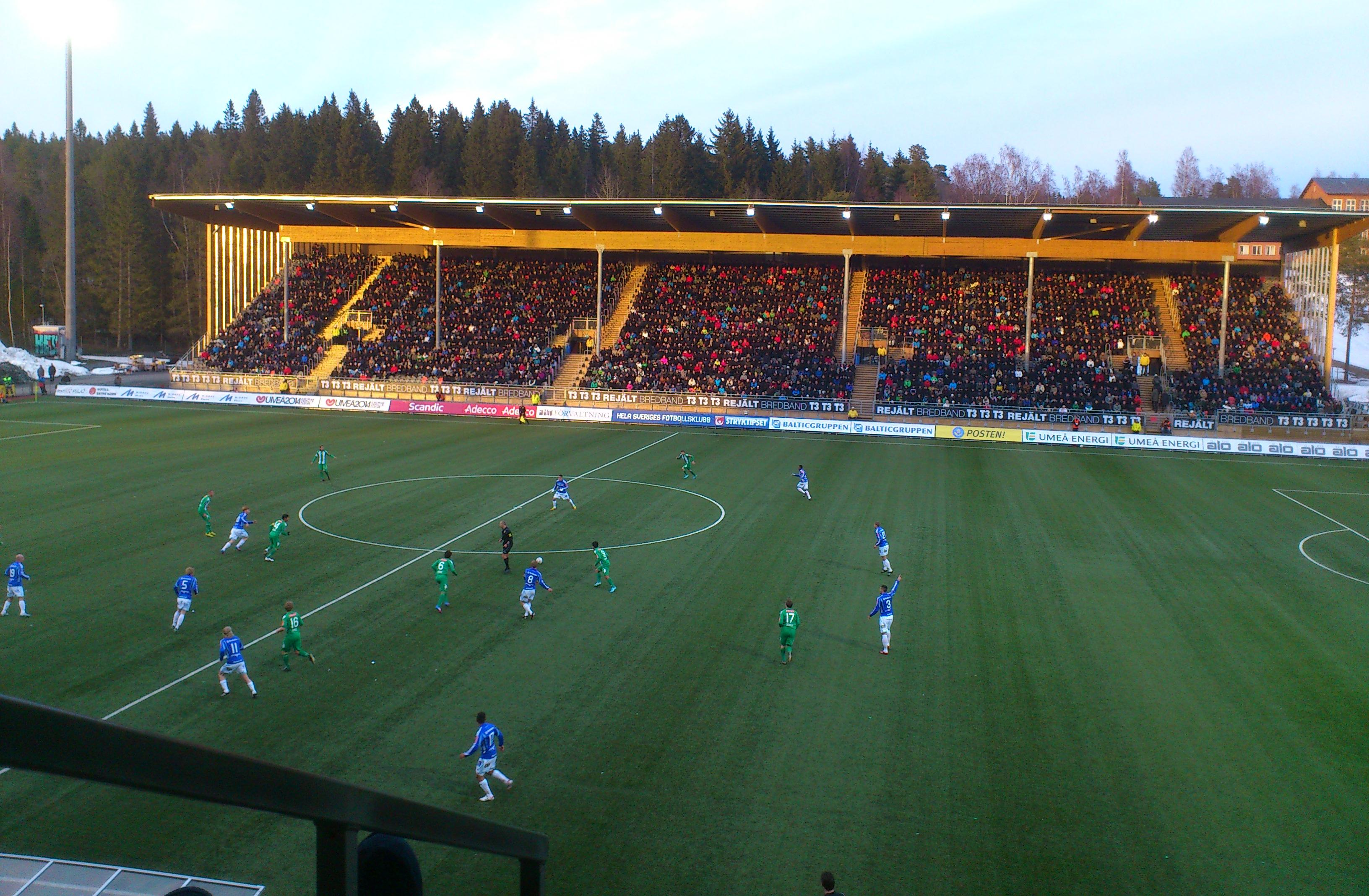
T3 Arena im April 2012